# توم غراهام (لاعب كرة قدم أمريكية)
توم غراهام (بالإنجليزية: Tom Graham)‏ هو لاعب كرة قدم أمريكية أمريكي، ولد في 15 أبريل 1950 في لوس أنجلوس في الولايات المتحدة، وتوفي في 30 مايو 2017.

## وصلات خارجية
- توم غراهام على موقع مرجع كرة القدم المحترفة.كوم (الإنجليزية)